# François Fabié
François Fabié, né au Moulin de Roupeyrac à Durenque (Aveyron) le 3 novembre 1846 et mort le 18 juillet 1928 à La Valette-du-Var (Var), est un poète régionaliste français. Le Moulin de Roupeyrac, sa maison natale, est aujourd'hui un musée consacré à sa vie et à son œuvre.

## Biographie
François-Joseph Fabié est le fils du meunier du moulin de Durenque et l'ainé d'une famille de quatre enfants. Brillant élève à l'école primaire, de 8 à 11 ans, il entre en 1857 au collège des frères de la paroisse de Saint-Amans à Rodez, puis en 1860 à l'institution Palous et fin 1860 comme externe au pensionnat Saint-Joseph qui venait d'ouvrir. Après une interruption de 18 mois, il y retourne en 1864 pour faire une année de préparation au concours de l'École normale. Reçu premier à l'École normale de Rodez en 1865, il part pour l'École normale spéciale de Cluny en Bourgogne en 1868, grâce à une bourse d'études qui lui est attribuée par le ministre de l'Instruction publique et il obtient son diplômé au début de la guerre de 1870. Il entame alors une double carrière d'enseignant et de poète.
En 1872, il devient professeur de littérature au lycée de Toulon. Il s´y marie et y publie son premier recueil de poésie, La Poésie des bêtes.
En 1883, il est nommé professeur au lycée Charlemagne à Paris et plus tard il devient directeur de l'École primaire supérieure Colbert.
En 1908, il prend sa retraite dans le village de La Valette-du-Var à côté de Toulon d'où est native sa femme.
François Fabié est considéré un poète de terroir, « poète de clocher par excellence » de sa terre rouergate.
Il meurt le 18 juillet 1928 à La Valette-du-Var et est enterré à Toulon.

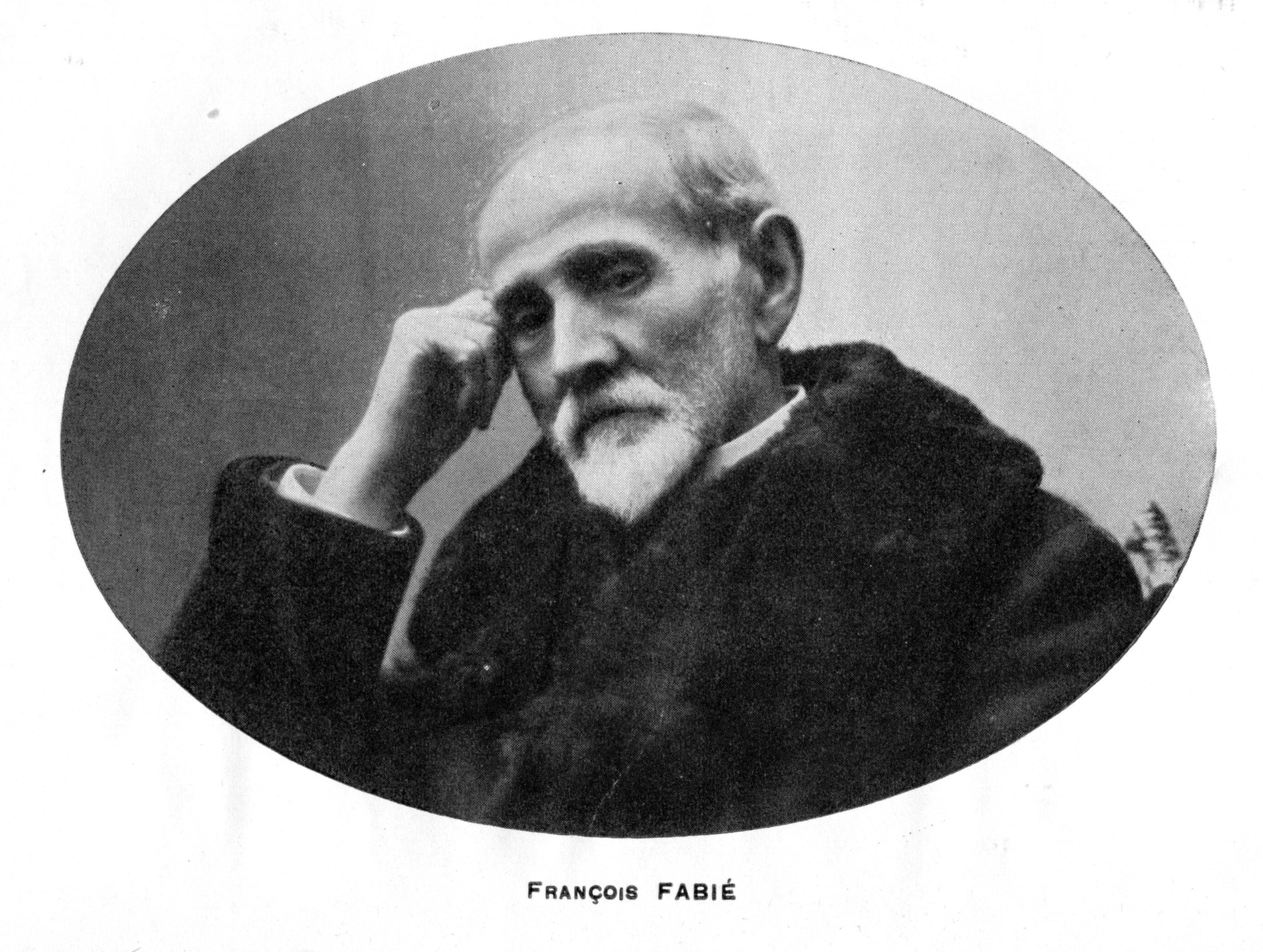
François Fabié en 1925.

## Appréciations
Jules Tellier écrit de lui dans Nos poètes (1888) :

« Tout le long de ses livres, je note un je ne sais quoi de fruste et de gauche. À propos d’un chat qui poursuit une souris, le poète se croit obligé de se rappeler Achille poursuivant Hector autour des murs de Troie. Il a souvent de ces pédanteries faciles. Il m’apparaît comme un mélange singulier (intéressant et sympathique après tout) de rustique et d’universitaire de province. »

Dans Le Temps des Amours, Marcel Pagnol raconte que c’est à cet écrivain qu’il dut, alors qu’il était en quatrième, son premier émoi poétique :

« Je venais de terminer ma version latine. C'était le soixante-troisième chapitre du Livre VII de César : Defectione Haeduorum cognita.
En attendant le dernier tambour du soir, je feuilletais les Morceaux choisis de la Littérature Française lorsque le hasard me proposa un poème de François Fabié.
L'auteur parlait à son père, un bûcheron du Rouergue, et il lui promettait de n'oublier jamais :
Que ma plume rustique est fille de ta hache.
Cette transformation d'une cognée en « plume » me parut le comble de l'élégance poétique, et je ressentis le frisson sacré de la beauté. Des larmes montèrent à mes yeux, et je pénétrai dans le royaume sous les yeux mêmes de ce Pœtus, qui ne se douta de rien. »

## Honneurs
- En 1887, il reçoit le prix Montyon, en 1895, le prix Archon-Despérouses et en 1906, le prix Alfred-Née de l’Académie française[6].

- En 1892 il devient chevalier et en 1908 officier de la Légion d'honneur[7].

- En 1923, le Syndicat d'Initiative de Millau a créé un « prix François Fabié », concours annuel pour des élèves de Millau[8].
- En aout 1928, un comité s'est formé pour élever un monument à François Fabié[9].

- Les communes de Durenque, La Valette-du-Var, Decazeville ont une école François-Fabié. Toulon, Marseille, Millau, Rodez, Villefranche-de-Rouergue et d'autres localités ont donné son nom à une rue, avenue ou boulevard. En plus de celle sur sa tombe, une statue de François Fabié se dresse dans le jardin Alexandre-Ier à Toulon et son buste à Millau dans le parc de la Victoire.

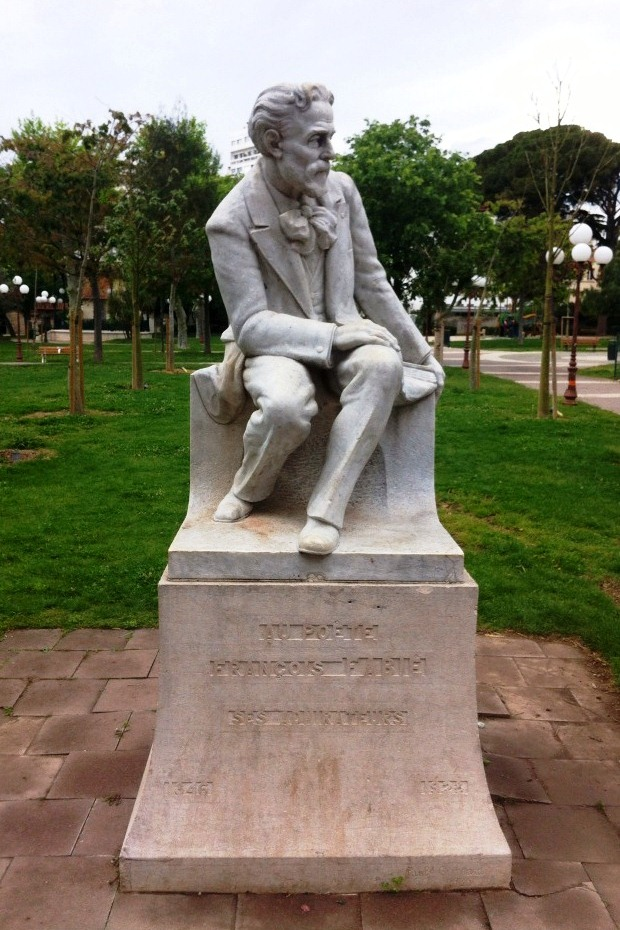
Statue de François Fabié à Toulon.
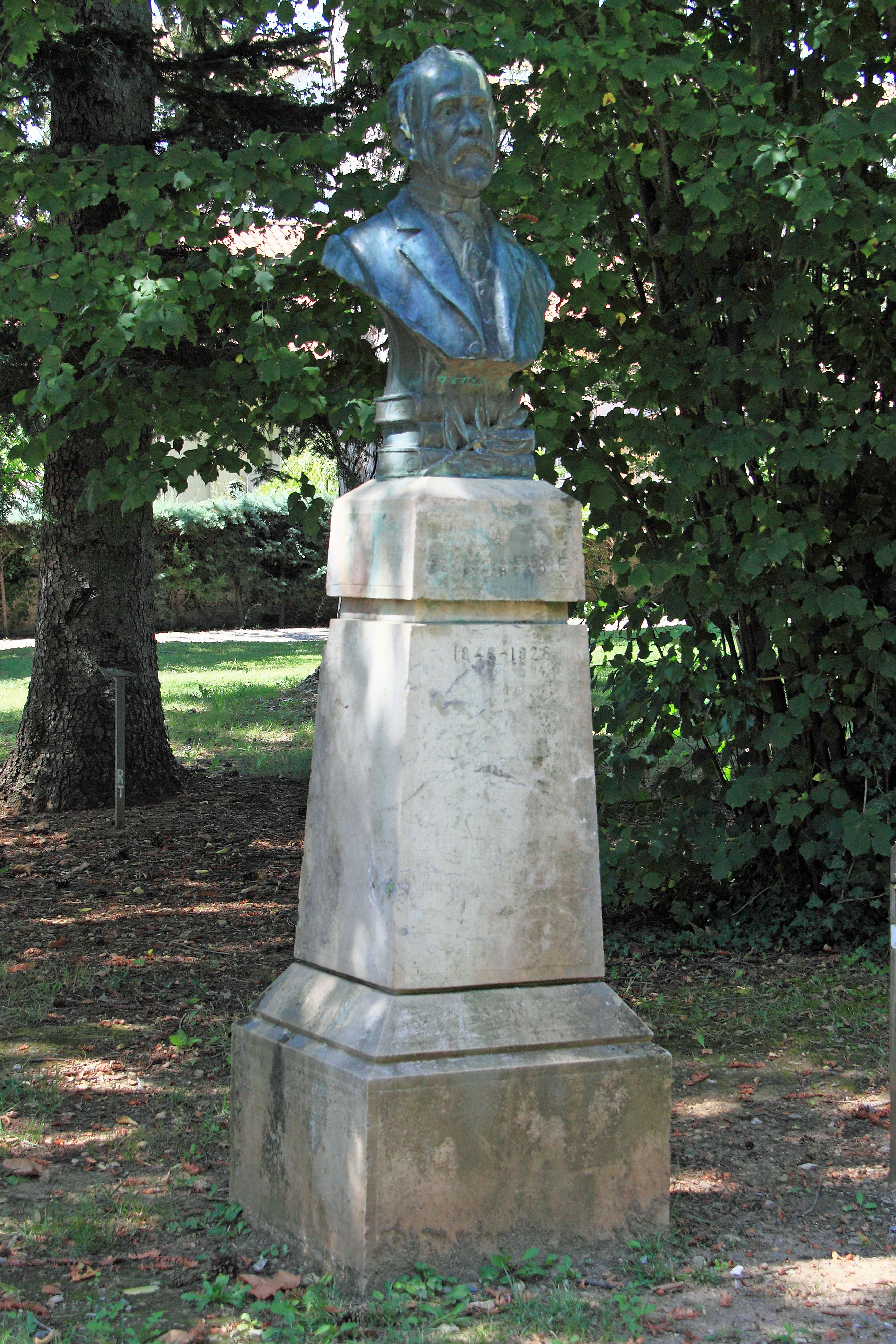
Buste de François Fabié à Millau.
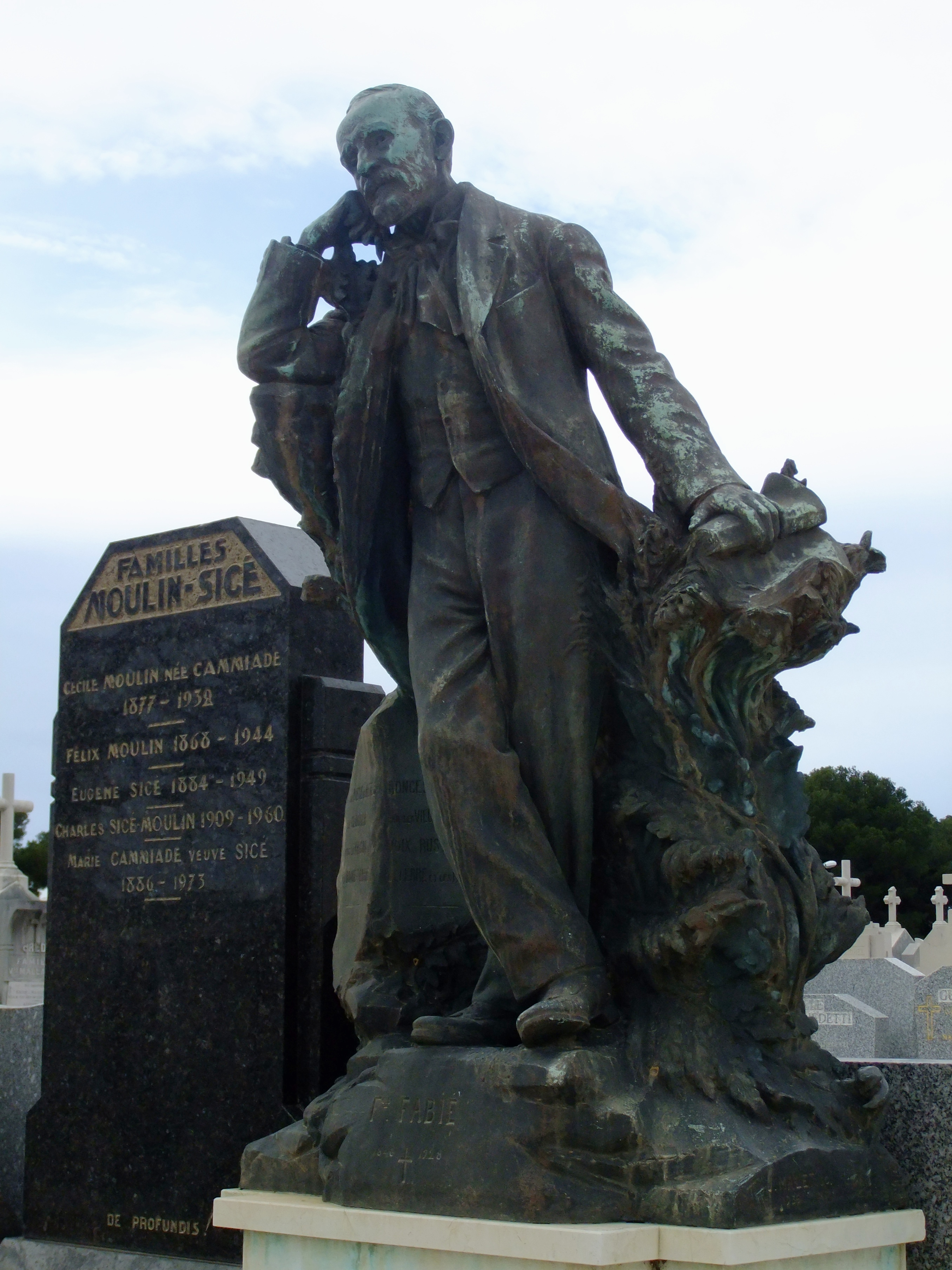
Tombe de François Fabié au cimetière central de Toulon.
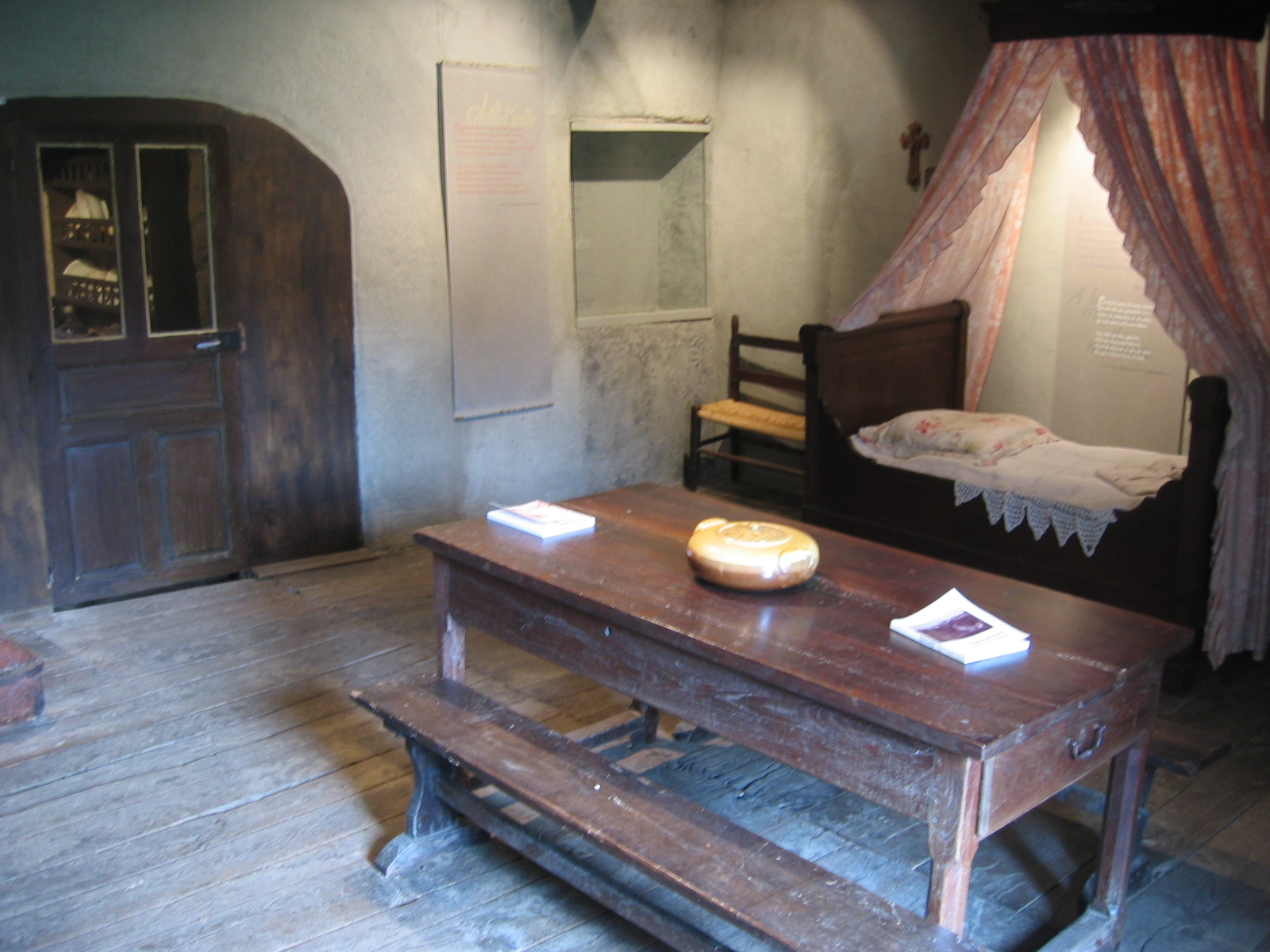
Maison natale de François Fabié.
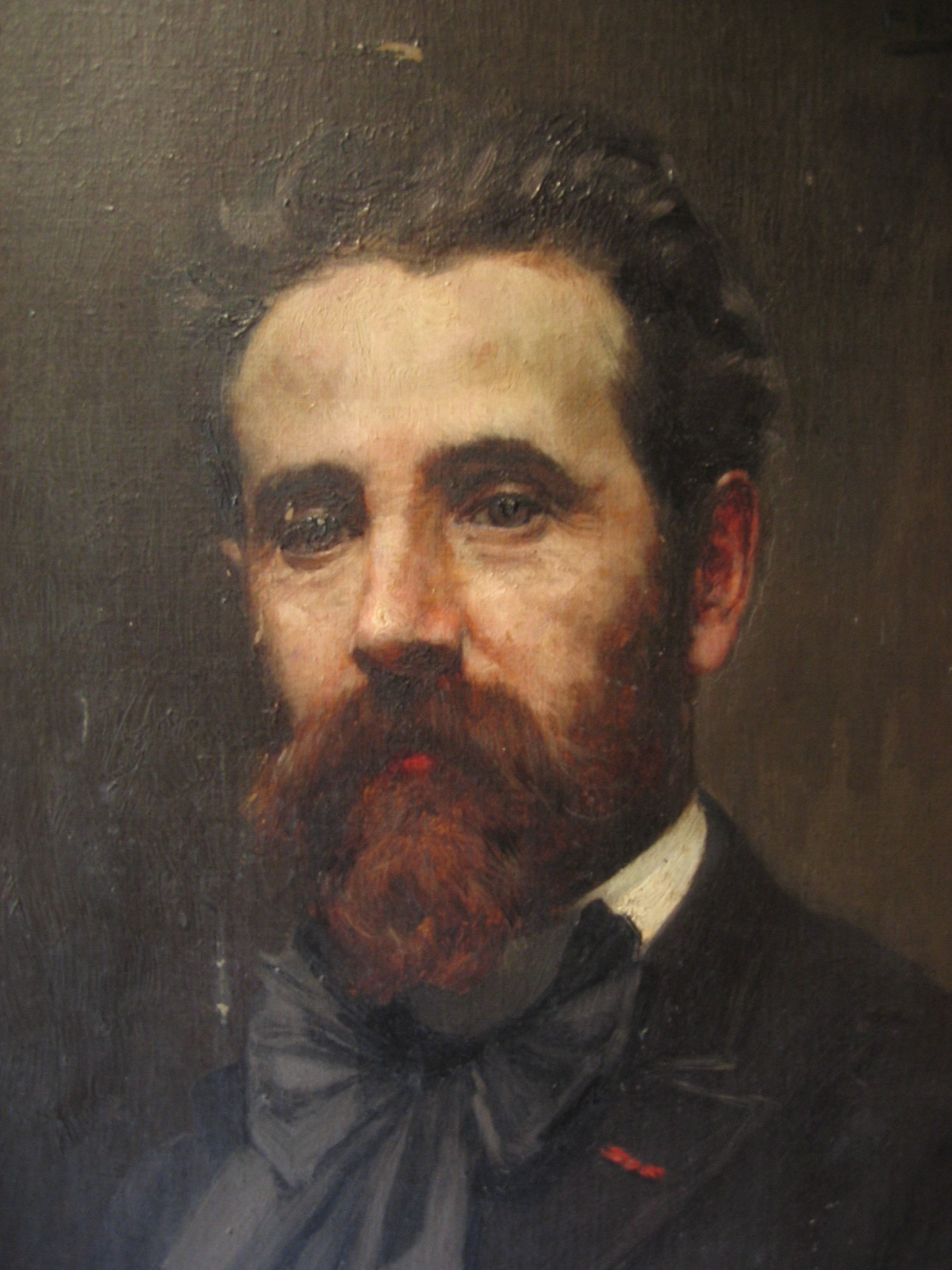
François Fabié.
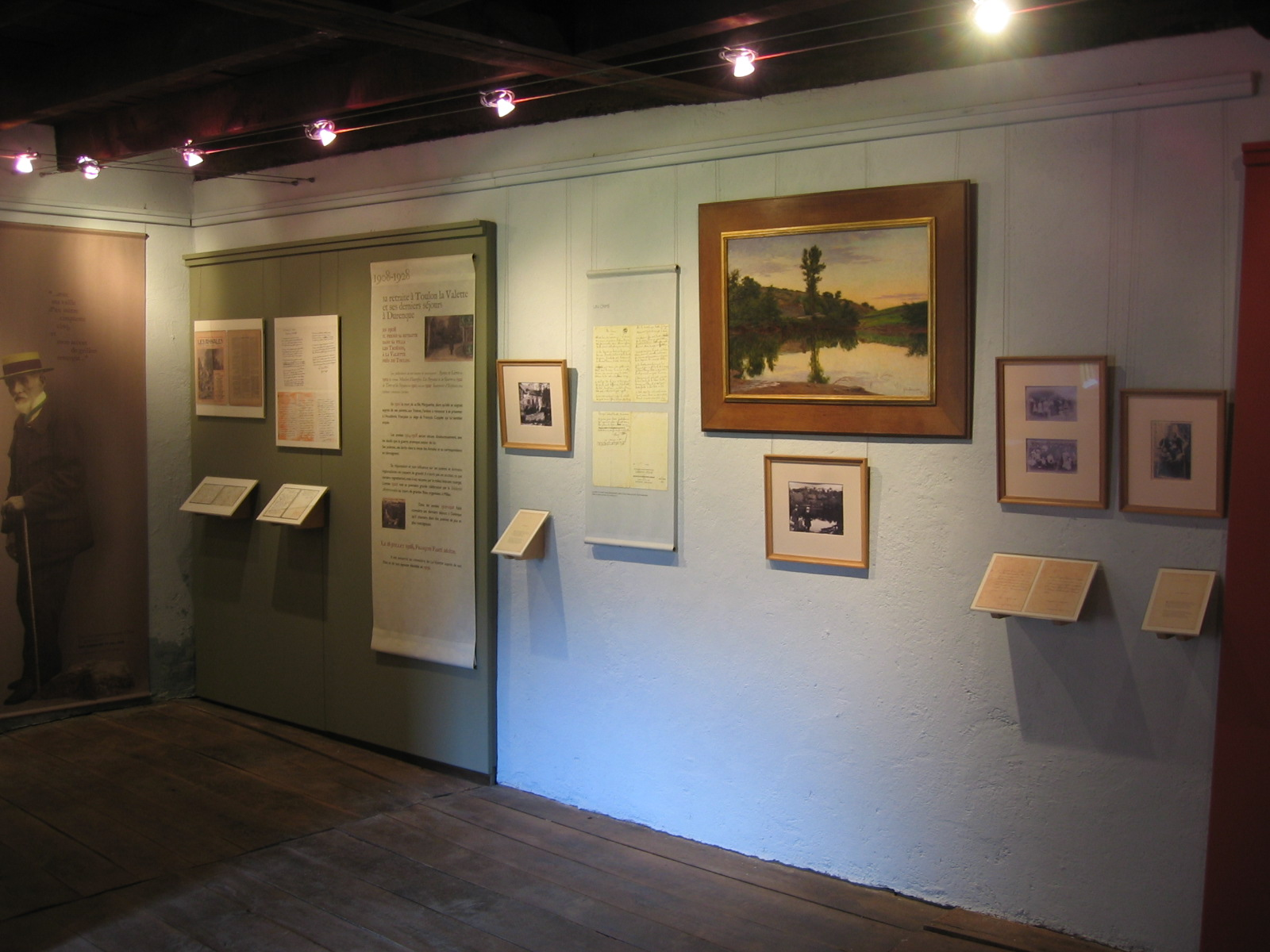
Musée François Fabié à Durenque.

## Œuvres
- La Poésie des bêtes, Paris, Hachette Livre BNF, 1er mai 2018 (1re éd. 1879), 113 p. (ISBN 978-2019254155, BNF 30413121, lire sur Wikisource)
La poésie des bêtes. sur Gallica

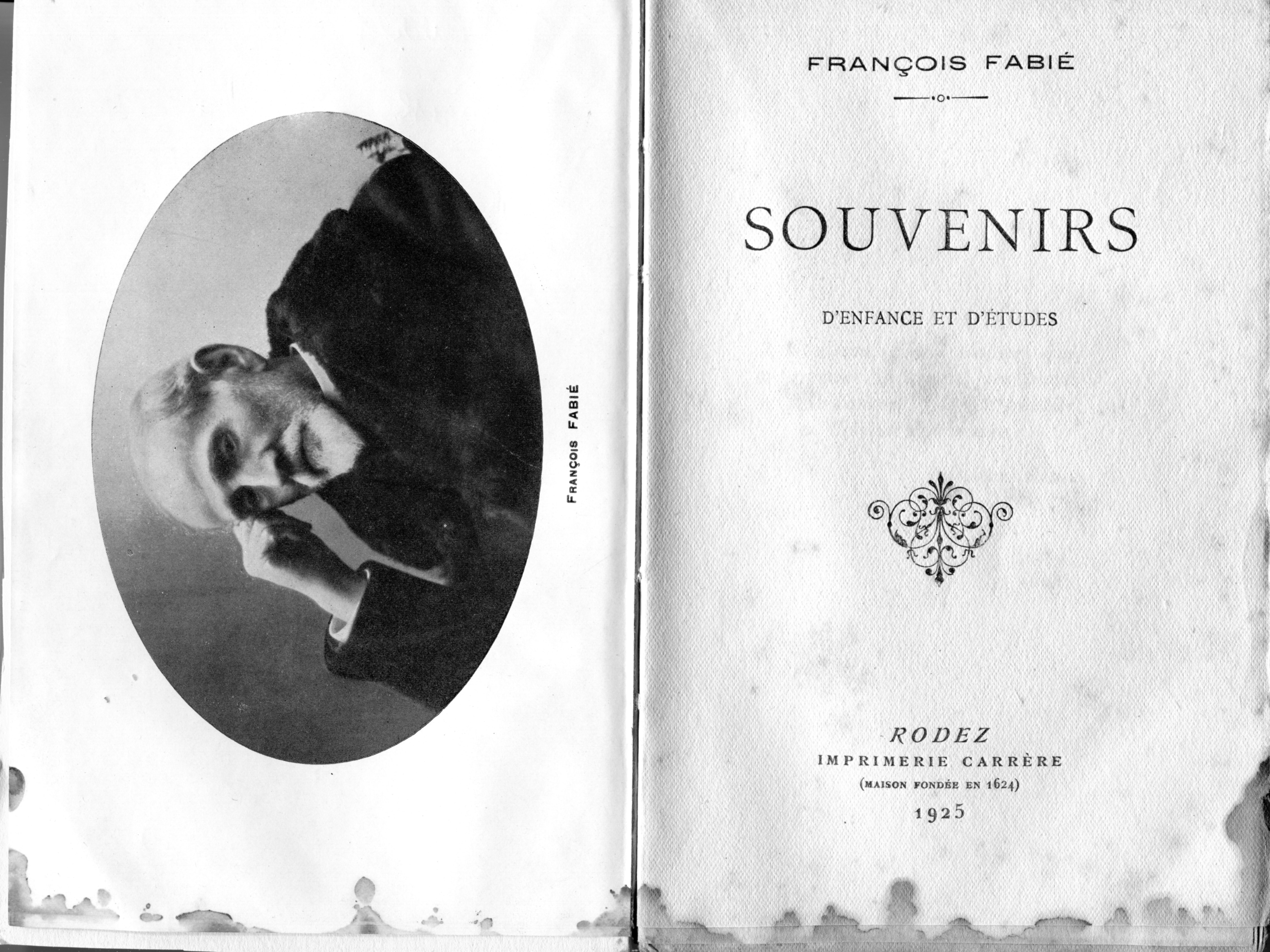
Page titre + frontispice Souvenirs d'enfance et d'études 1925

- Molière et Montespan, comédie en un acte, en vers, Paris, Hachette Livre BNF, 1er octobre 2018 (1re éd. 1882), 40 p. (ISBN 978-2329226385, BNF 30413118)
- Placet au roi, comédie en 1 acte, en vers : Paris, Odéon, 15 janvier 1884, Paris, Tresse, 1884, 31 p., In-16 (BNF 30413119)
- Le Clocher, poèmes de Rouergue, Paris, A. Lemerre, 1887, 197 p., In-16 (BNF 30413116)
- La Bonne terre, Paris, A. Lemerre, 1889, 136 p., In-16 (BNF 30413114)
- Œuvres de François Fabié - Poésies, Paris, A. Lemerre, 1891-1905, 3 vol. in-16, portrait de l'auteur (BNF 30413112)
- Voix rustiques, Paris, A. Lemerre, 1892, 152 p., in-12 (BNF 30413127)
- Vers la maison, Hachette Livre BNF, 1er juillet 2013 (1re éd. 1899), 158 p. (ISBN 978-2012999718, BNF 30413126)
Vers la maison. sur Gallica
- Pour les Arbres, Le Correspondant, 25 Novembre, 1906, pp. 801-804.
- Ronces et lierres - poésies, Paris, A. Lemerre, 1912, 125 p., in-18 (BNF 32087993)
- Moulins d'autrefois, 94 p. (ISBN 979-8491786299, BNF 32087989, lire sur Wikisource)
- Fleurs de genêts, Paris, A. Lemerre, coll. « Petite collection rose », 1920, 116 p., in-32 (BNF 32087992)
Fleurs de genêts sur Wikisource
Fleurs de genêts. sur Gallica
- La terre et les paysans : poèmes choisis, Paris, A. Lemerre, 13 octobre 1923, 263 p., in-16 (BNF 32087995)
- Souvenirs d'enfance et d'études, Éditions du Moulin de Roupeyrac, 1993, 265 p. (BNF 32087994, lire sur Wikisource)
- Choix de poèmes, Rodez, Les Amis de François Fabié, 1971, 208 p.
- Les poèmes des troënes, Édisud, 1er juillet 2001, 164 p. (ISBN 978-2744900945, BNF 37039922)